# 함경북도
함경북도(咸鏡北道)는 조선민주주의인민공화국 북동부에 있는 도이다. 함경북도청 소재지는 청진시이다. 북동부는 두만강을 경계로 러시아, 북부는 중화인민공화국 지린성과 국경을 이루고, 동쪽은 동해와 접한다.
남동쪽에는 동해에 접해 있고, 북동쪽은 두만강을 국경으로 러시아의 연해지방과, 서쪽은 함경남도와 량강도와 접하고, 북쪽은 두만강을 국경으로 중국의 지린성과 마주한다.
개마고원, 백두산지괴, 두만지괴, 길주·명천 지괴의 3지역으로 구분할 수 있다. 대부분의 지역이 산지로 구성되어 있다. 그리고 해안에 접한 지역은 평야를 이루고 있다. 두만강이 중국과 러시아의 경계를 이루고 있다. 따라서 중·러와의 3각지대가 되고 있다.
백두산에서 시작하여 동해에 뻗친 고준한 마천령산맥과 그 중앙부근에서 동북 방향으로 평균고도 1,200m의 한국의 지붕 개마고원이 뻗쳤으며, 그 남북 연변에 함경산맥이 발달하였다. 지루 산맥으로서 동해에 급한 경사를 이루기 때문에 분수령이 되고, 동해에 임박하였다. 북쪽은 두만강 방면으로 느리게 기울어진 단층을 수반한 경동지괴 지형을 이루고 있다. 제일 높은 관모봉을 중심으로 2,000m 이상의 산이 72좌가 빙하지형이 발달한 산맥이라 한국의 알프스라 불린다. 인문 교류에는 장벽이 되나, 좋은 수력자원을 제공한다. 길주·명천 지괴 동쪽에는 칠보산 지루 산맥이 발달하였다. 함경 산맥의 급한 경사가 해안에 임박하기 때문에 연안에는 긴 강이 없고, 큰 평야가 발달하지 못하였으나, 두만강 감입 곡류의 중·하류에는 넓은 퇴적평야가 발달하였다. 단층·융기 작용을 받은 해안은 수심이 깊고 단조하나 해식 절벽과 리아스식 만이 발달하여 좋은 항구를 제공한다.
일반적으로 산이 많고 평지가 적기 때문에 경지에 적절한 곳이 적다. 또 산이 많은 지형과 함께 대륙성 기후의 영향으로 겨울은 매우 춥고, 비가 매우 적은 곳이다. 그 때문에 식량부족이 국내에서 특히 심각한 곳이다. 무산의 철, 은덕군의 석탄 등 지하자원이 많아 청진시나 김책시에서는 중공업이 발달하고 있다. 한편 긴 해안선은 수륙 교통이 발달된 오늘날, 대륙과 일본과의 문호가 되고 있다. 통일 후 함경북도는 탄광에서 일할 남성 근로자와 국경을 수비할 군인을 충원해야 하기 때문에 지금의 울산광역시를 제치고 전국에서 성비가 가장 높은 지역이 될 것으로 예측하며, 무산군, 종성군, 온성군, 경원군, 경흥군 등 접경 지대에서는 1.5~2.3 정도의 남녀 성비를 보일 전망이다.

## 기후
함경북도는 봄, 여름, 가을, 겨울의 차이를 내기는 하나, 러시아 시베리아 대륙의 찬 공기와 백두산 일원, 함경산맥, 개마고원, 백무평원 등 해발고도가 높은 고산지형의 영향으로 겨울이 매우 추우며, 여름도 서량한 편이기에, "한반도의 시베리아" 라고도 불리고 있다. 한국의 알프스라 불리는 함경산맥이 도의 중앙부를 가로질러 두만강 연안 지역과 동해안 지역의 경계선이 된다.
함경북도는 아한대가 포함되어 있으며, 지역에 따라 겨울철 기후가 달라, 백두산 등 북서부 내륙에는 대기가 메마르고 매우 차가운 바람이 불며, 동해안 등 동남부에는 북서부에 비해 온화하나, 위도 관계상 기온이 낮음과 동시에 습도도 매우 높아, 한반도(조선반도) 전역 중 울릉도 다음으로 눈이 많이 내린다.
함경북도는 지형상 3기후구로 구분된다. ① 내륙 고원지대―강수량이 적고, 기온이 가장 낮고, 겨울 기간이 길고, 추위가 심한 내륙성 기후 지역이다. ② 해안지대―남과 북의 우량의 차는 약간 있으나 기온의 차는 적고, 한·난류의 영향으로, 4  7월에 짙은 안개가 발생한다. ③ 두만강 중·하류 지대―내륙 지방이므로 대륙성 기후이나 중간성 기후이다. 전체적으로 서리 내리는 기간이 이르고, 강물이 어는 기간이 가장 길다(두만강이 4개월). 건조(600-700mm)하고 한서의 차가 심한 기후이다.

## 역사

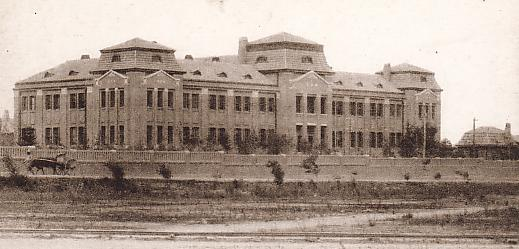
일제강점기 함경북도청

1896년에 조선 팔도의 하나였던 함경도가 남북으로 분할되면서 함경북도가 탄생했고 일제하에서도 함경북도로서 계승되었다. 1949년, 조선민주주의인민공화국에 의해서 내륙의 일부가 량강도로 분할되었다.
고대에는 고구려나 발해의 영역이었고 발해의 멸망 후에는 거란의 영역이었다가 여진의 영역이 되었다. 고려 말기 ~ 조선 초기에 걸쳐 영토 탈환으로, 두만강을 경계로 조선의 영역이 되었다.
일제강점기에 소련·만주에 가까운 국경 지대인 함경북도는 군사상의 요충지였고 라남에는 육군의 사단이 놓여져 있었다. 일본의 대륙 침략의 거점이었고 조선 독립을 목표로 만주를 거점으로 하는 민족주의 단체나 공산주의계 유격대의 활동이 번성했던 곳이었다. 1930년대에 일본과 만주를 최단 거리로 묶는 지역으로서 주목 받아 나진항을 구축하는 등의 개발을 했다. 제2차 세계대전 말의 소련 참전에 의해서, 소련군(적군)이 재빨리 침공해 온 곳이기도 하다.
1990년대에 유엔 개발 계획(UNDP)에 의해서 두만강 지역개발 계획이 제창되면서 이 지역은 다시 주목받게 되었다. 나진·선봉이 경제 특구가 되면서 현재 이 지역은 라선특별시로서 함경북도로부터 분리되어 있다.

## 분포 인종
함경북도는 중국과 러시아와 국경선을 접한 만큼 중국인과 러시아인이 많다. 함경북도에 분포해 있는 대부분의 사람이 한민족이다. 단, 조선족을 포함한 다수의 중국인과 러시아인이 친선교류 및 경제개발을 목적으로 연구하며 살고 있거나 머무르고 오간다.

## 관광
함경산맥이 해안에 병풍처럼 뻗쳐서, 곳곳에 해식애와 백사 청송의 아름다운 해안이 발달하여 절경을 이루고 있다. 좋은 해수욕장이 많으며, 영봉 백두산을 비롯하여 관모봉과 무산고원은 웅장한 등산지가 되고 있으며, 예로부터 함북의 금강이라고 불리는 칠보산은 알칼리 조면화산암 지괴가 보촌강의 침식으로 기암 준봉이 발달하여 명산을 이루었다. 산중에 유서깊은 개심사가 있다. 고참역에서 동방 16km. 또한 함경선 주을역 서부 10km지점 일대에는 여러 곳에 온천이 분출되고 있는데 유명한 주을온천이 바로 이곳이다.

## 행정 구역
북한은 여러차례 행정구역을 개편하였는데, 옛 라진시를 라진군으로, 성진시와 학성군을 각각 김책시와 김책군으로 개칭하였다. 또한 청진시는 라남시·부령군을 편입하여 직할시로 승격시키고, 김책군을 김책시에 병합했다. 이어 라진군과 웅기군의 일부를 통합하여 라진시를 신설했으며, 청진직할시를 일반시로, 또 영안군을 명간군으로 개칭하였다. 1974년 5월에는 유선군이 회령군에, 종성군이 분리되어 온성군과 회령군에 병합되고 유선군과 종성군이 폐지됐다. 1977년 9월에는 경원군을 새별군으로, 경흥군을 은덕군으로 개칭됐으며, 청진시가 무산군과 경성군을 흡수하여 직할시가 되었다. 그 뒤 명간군이 화성군으로, 웅기군이 선봉군으로 개칭되고, 청진직할시가 다시 폐지되어 함북에 이속되고 회령군이 회령시로, 라진시·선봉군 및 은덕군의 일부가 통합돼 라선직할시로 승격됐다. 현재는 청진·김책·회령 등 3개 시와 13개 군으로 되어 있으며, 면적은 16,774.71km2이다.

### 시
- 청진시(淸津市)[667,929명]
  - 라남구역(羅南區域)[112,343명]
  - 부윤구역(富潤區域)[20,258명]
  - 송평구역(松坪區域)[146,973명]
  - 수남구역(水南區域)[82,765명]
  - 신암구역(新岩區域)[64,924명]
  - 청암구역(靑岩區域)[136,659명]
  - 포항구역(浦港區域)[104,007명]
- 김책시(金策市, 성진시)[207,299명]
- 회령시(會寧市)[153,532명]

### 군
- 경성군(鏡城郡)[105,909명]
- 경원군(慶源郡)[107,237명]
- 경흥군(慶興郡)[89,244명]
- 길주군(吉州郡)[139,932명]
- 명간군(明澗郡)[99,557명]
- 명천군(明川郡)[65,797명]
- 무산군(茂山郡)[123,271명]
- 부령군(富寧郡)[48,958명]
- 어랑군(漁郞郡)[87,757명]
- 연사군(延社郡)[37,876명]
- 온성군(穩城郡)[127,893명]
- 화대군(花臺郡)[67,677명]

- 각 지역 옆의 인구는 2008년 북한의 인구조사를 출처로 한다.

### 없어진 행정구역
- 성진시 (현재 김책시)
- 학성군 (현재 김책시)
- 종성군 (현재 회령시 및 온성군)
- 유선군 (현재 회령시)
- 은덕군 (현재 경흥군)
- 영안군 (현재 명간군)
- 화성군 (2010년대 명간군으로 개칭)
- 삼사군 (현재 량강도 백암군)
- 라진시 (현재 라선시 라진구역)
- 라남시 (현재 청진시 라남구역)
- 웅기군 (현재 라선시 선봉구역)
- 새별군 (현재 경원군)

## 자연 공원
- 칠보산자연공원(Mountain Chilbo Natural Park)
- 장연호자연공원(Lake Changyon Natural Park)

## 교육고등학교

### 대학교
- 청진의과대학
- 라선해운대학
- 청진농업대학
- 청진공업대학

## 같이 보기
- 풍계리 핵 실험장
- 2006년 조선민주주의인민공화국 핵 실험
- 조선민주주의인민공화국의 행정 구역